# نسبت‌های خانوادگی و ازدواج در گیلان
نسبت‌های خانوادگی در گیلان مشخصات قابل توجه متعددی دارد: سطح فوق العاده پایینی از ازدواجهای بین خویشاوندان فامیلی (با تفاوت بسیار از «جمهوری عموزادگان» که ازدواجهای درون تباری در آن تشویق می‌شود)؛ راهبردهایی برای ازدواج که مثل جوامع روستایی فلات ایران هدف شان هم بستگی دودمانها یا گروههای از دودمانها نیست بلکه متنوع ساختن آن‌ها از راه اتحادهای مبتنی بر ازدواج، شبکه روابط در شهرهاست؛ یک نرخ تولد بسیار پایین در بیست سال گذشته، که از روند واقعی در جامعه ایران جلوتر است؛ و کاهش اندازه خانواده‌های شامل بیش از دو نسل. علاوه بر این، تبار خطی مانند بقیه کشور پدری است. 

## گِیشه بری
۱- گیشه بری: 
(به گیلکی: گٚىشه بٚري) بردن عروس به خانه داماد را به اصطلاح گیشه بری می‌گویند، که با هیجان‌ترین قسمت از مراسم عروسی و نقطه اوج این مراسم است. در این هنگام صدای ساز و نقاره، ترانه خوانی و مبارکباد فضا را آکنده می‌کند. اما گویی در ضمیر فرهنگ جامعه نیز، همانند عروس که دارای دلی نگران و غم خداحافظی از دوران کودکی و نوجوانی (دختری) خود در خانه پدر است، دل نگرانی و تشویش وجود دارد و بنا به رسم، به صورتهای مختلف برای عروس بخت و اقبال خوب آرزو می‌کنند. 
۲- نحوه اجرای گیشه بری در مناطق مختلف:در گیلان در مناطق مختلف مراسم گیشه بری با شیوه‌های خاصی انجام می‌گیرد. در شرق گیلان، نهالی را که از خانه پدر عروس کنده‌اند، همراهش می‌کنند و این نهال را عروس و داماد، با هم در خانه داماد می‌کارند. در بعضی از روستاهای غرب و شرق گیلان، مادر عروس پای خروسی را که از مادر داماد گرفته، با رشته‌های رنگین ابریشمین به پای مرغ می‌بندد و آن مرغ وخروس را با عروس همراه می‌کنند، تا در خانه داماد بند از پای آن بر گیرند و در لانه‌ای که آماده کرده‌اند، جایشان دهند. در خیلی از نقاط گیلان نان وآرد را در سفره‌ای، به کمر عروس می‌بندند تا با خود خیر و برکت به همراه داشته باشد و به این ترتیب عروس عازم خانه بخت می‌شود، اما قبل از آنکه پا را از خانه بیرون بگذارد، در هر منطقه بنا به رسم، برادر یا دایی عروس جلوی در را می‌گیرد تا چیزی از عروس بگیرد، و به آنچه دریافت کرده؛ درسری(در ماسال) ودائیانه(در نومندان و شرق گیلان) می‌گویند. اگر راه خانه داماد نزدیک باشد. عروس را پیاده می‌برند و اگر راه دور باشد، مرکبش اسبی مزین و آراسته خواهد بود که البته باید نر و اخته نکرده باشد. در مناطق شرق گیلان(روستاهای کوهستانی دیلمان)، عروس از هر جوی آب روان که بگذرد، بخشی از مهریه خود را به فاطمه می‌بخشد و جمع این بخششها را از مهریه او کم می‌کنند. در نیمه راه، داماد با دو تن ساقدوس و سلدوش به پیشواز عروس می‌آید و یک نارنج، پرتقال و سیب یا یک تکه قند به طرف عروس پرتاب می‌کند که مفهوم برکت خواهی و طلب نیک بختی در آن نهفته‌است. مراسم داماد قاپان